# Нандзьо Сае
Сае Нандзьо (яп. 南條早映; нар. 15 липня 1999, префектура Хіого) — японська борчиня вільного стилю, чемпіонка Азії, дворазова володарка Кубків світу.

## Життєпис
Боротьбою почала займатися з 2003 року. У 2015 році стала бронзовою призеркою чемпіонату світу серед кадетів. Наступного року виграла титул чемпіонки Азії серед кадетів. У 2017 та 2019 роках ставала чемпіонкою світу серед юніорів. 2018 року на цих змаганнях завоювала срібну медаль. У 2019 році також здобула титул чемпіонки світу серед молоді.
Виступала за JOC Elite Academy. Тренер — Соко Йосімура.
Закінчила середню школу Абе Гакуїн, Токіо. 

## Спортивні результати на міжнародних змаганнях

### Виступи на Чемпіонатах світу
| Змагання                        | Збірна | Вагова категорія          | Місце  |
| ------------------------------- | ------ | ------------------------- | ------ |
| Чемпіонат світу з боротьби 2021 | Японія | жіноча боротьба, до 57 кг | Бронза |

### Виступи на Чемпіонатах Азії
| Змагання                       | Збірна | Вагова категорія          | Місце  |
| ------------------------------ | ------ | ------------------------- | ------ |
| Чемпіонат Азії з боротьби 2017 | Японія | жіноча боротьба, до 55 кг | Золото |

### Виступи на Кубках світу
| Змагання                    | Збірна | Вагова категорія | Місце  |
| --------------------------- | ------ | ---------------- | ------ |
| Кубок світу з боротьби 2018 | Японія | команда          | Золото |
| Кубок світу з боротьби 2019 | Японія | команда          | Золото |

### Виступи на інших змаганнях
| Змагання                                         | Збірна | Вагова категорія          | Місце  |
| ------------------------------------------------ | ------ | ------------------------- | ------ |
| Гран-прі «Іван Яригін» 2017                      | Японія | жіноча боротьба, до 55 кг | Золото |
| Klippan Lady Open 2018                           | Японія | жіноча боротьба, до 57 кг | Золото |
| Всеяпонський відкритий чемпіонат з боротьби 2018 | Японія | жіноча боротьба, до 57 кг | Бронза |
| Чемпіонат Японії з боротьби 2019                 | Японія | жіноча боротьба, до 57 кг | Золото |
| Чемпіонат Японії з боротьби 2020                 | Японія | жіноча боротьба, до 57 кг | Золото |
| Всеяпонський відкритий чемпіонат з боротьби 2021 | Японія | жіноча боротьба, до 57 кг | Золото |

### Виступи на змаганнях молодших вікових груп
| Змагання                                      | Збірна | Вагова категорія          | Місце  |
| --------------------------------------------- | ------ | ------------------------- | ------ |
| Чемпіонат світу з боротьби серед кадетів 2015 | Японія | жіноча боротьба, до 52 кг | Бронза |
| Чемпіонат Азії з боротьби серед кадетів 2016  | Японія | жіноча боротьба, до 56 кг | Золото |
| Чемпіонат світу з боротьби серед юніорів 2017 | Японія | жіноча боротьба, до 55 кг | Золото |
| Чемпіонат світу з боротьби серед юніорів 2018 | Японія | жіноча боротьба, до 59 кг | Срібло |
| Чемпіонат світу з боротьби серед юніорів 2019 | Японія | жіноча боротьба, до 59 кг | Золото |
| Чемпіонат світу з боротьби серед молоді 2019  | Японія | жіноча боротьба, до 57 кг | Золото |